# Bothrocophias colombianus
Bothrops colombianus là một loài rắn trong họ Rắn lục. Loài này được Rendahl & Vestergren mô tả khoa học đầu tiên năm 1940. Đây là loài đặc hữu ở khu vực Nam Mỹ.

## Phân bố
Chúng được tìm thấy ở phía tây Colombia, ở các tỉnh Antioquia và Cauca.

## Mô tả
Màu sắc và hoa văn cơ thể của loài này gần giống với loài "anh em" ở Bắc Mỹ là Agkistrodon contortrix mokasen.